# Hôtel Frison
L'Hôtel Frison est un bâtiment de style « Art nouveau » conçue par l'architecte Victor Horta au numéro 37 de la rue Lebeau dans le quartier du Sablon, seule maison dans le centre historique, au cœur de Bruxelles.

## Historique
C'est en 1894 que Victor Horta dessine cet hôtel de maître pour son ami l'avocat Maurice Frison. La maison est construite sur le site de l'ancien site du Palais de Justice de Bruxelles, détruit au XIXe siècle. C'est la deuxième maison bâtie Art nouveau de Victor Horta à Bruxelles, dont la construction s'acheva en 1895, soit entre la finalisation de Autrique et celle de Tassel.

Maurice Frison, né le 8 mars 1863 et mort le 8 octobre 1938, était avocat de la cour, socialiste, président du Conseil Général des Hospices et Secours (ancêtre du CPAS), membre du Parti Ouvrier belge, également membre du Grand Orient et de la franc-maçonnerie. Il est fait membre de la légion d'honneur sous Léopold II, il sera également avocat de l'ambassade de France en Belgique. 

## Description
L'Hôtel Frison présente un soubassement en pierre bleue et une façade en pierre blanche d'Euville. La façade affiche une alternance entre des bandes de pierres bleue et blanches.
L'entrée se fait par la porte en bois massif dont le cadre en pierre forme une accolade sur son fronton surplombé d'une imposte avec des vitraux colorés.
La baie vitrée à droite de la façade, au niveau du rez-de-chaussée, était  précédée de colonnes qui soutenaient le balcon, elles ont été supprimées en 1957.
L'élément principal du premier étage est assurément le balcon. Ce dernier, orné d'un garde-corps en fer forgé, se prolonge, dans un mouvement souple sur l'allège de la fenêtre située au-dessus de la porte.
Le balcon précède deux portes-terrasse, flanquées sur leur gauche; orifice de ventilation de ventilation est percée sur l'allège de la troisième fenêtre.
Le deuxième étage, asymétrique, présente à droite un oriel légèrement saillant percé d'une vaste baie tripartite dont les colonnettes en fonte supportent le linteau en fer. La base de l'oriel, au dessin en courbe typique du style de Victor Horta, est supportée par une console et soutient un élégant petit balcon.

La corniche épouse le mouvement de l'oriel et est surmontée d'une toiture mansardée en cuivre percée d'une grande lucarne tripartite.

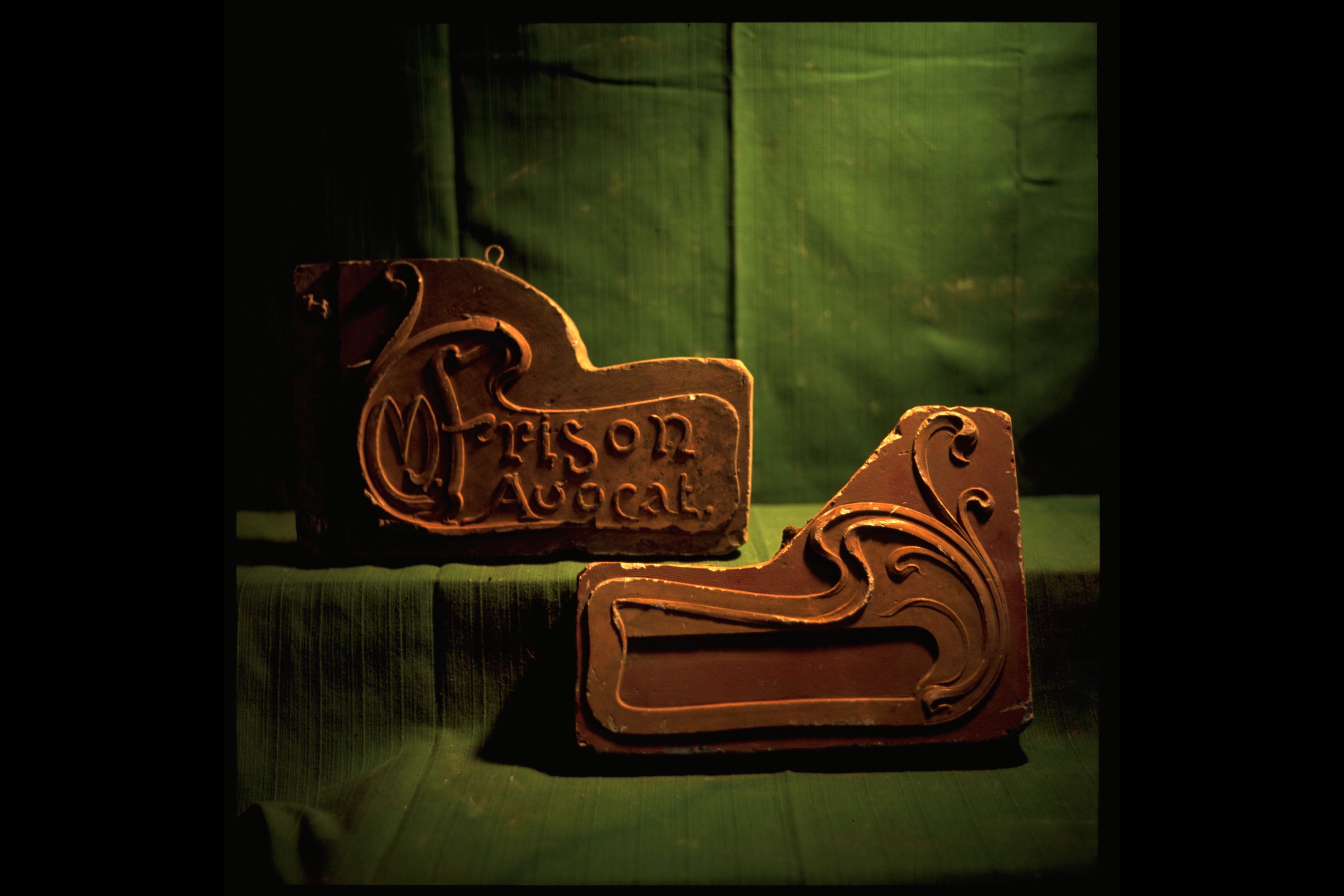
Porte entrée, Maison Frison, Horta Museum

### Reconnaissance patrimoniale et restauration
Cette habitation est classée au Patrimoine de la Ville de Bruxelles et de la Région de Bruxelles Capitale. La maison est en phase de restauration depuis 2005, les travaux se sont essentiellement concentrés sur le jardin d'hiver qui retrouvé son aspect originel avec la restauration des décors peints sur les murs en 2018. Le bel étage également vu ses plafonds être dégagés pour laisser apparaître des décors peints. 

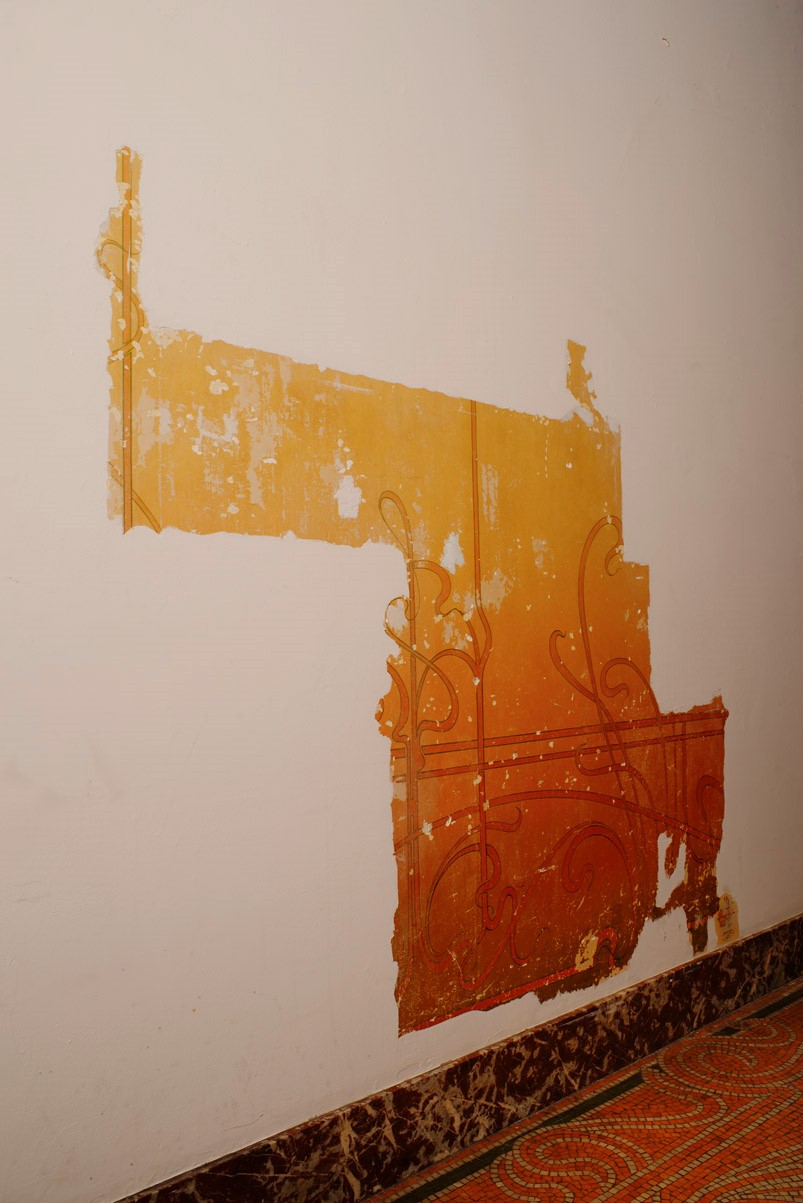
Dégagement mur d'escalier
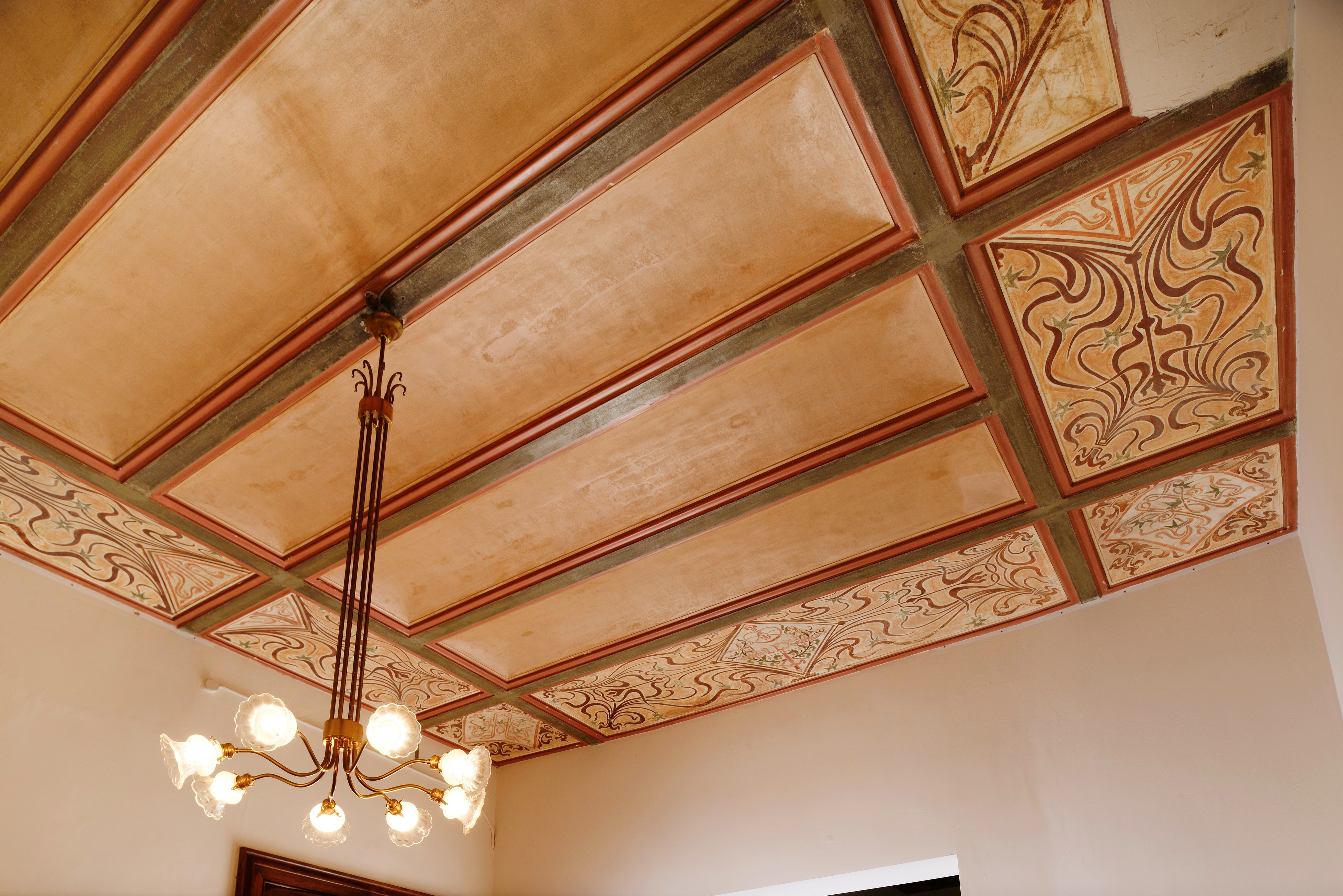
dégagement des plafonds du bel étage
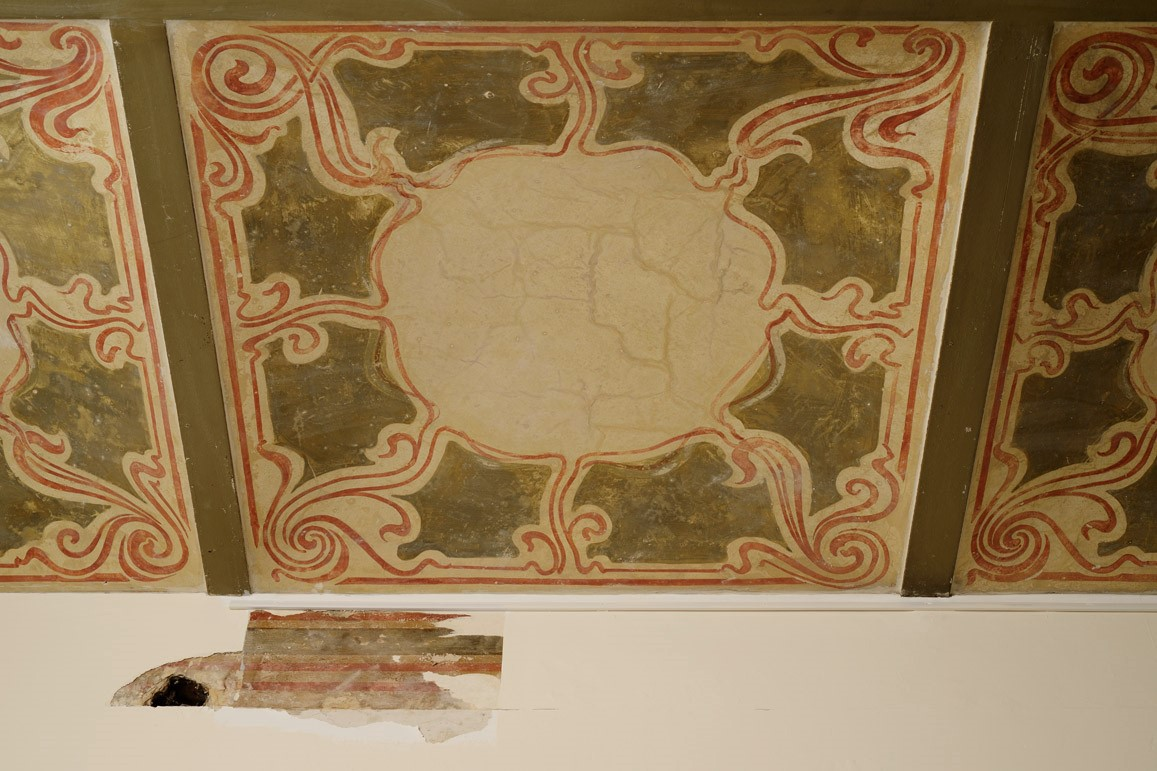
dégagement plafond bel étage
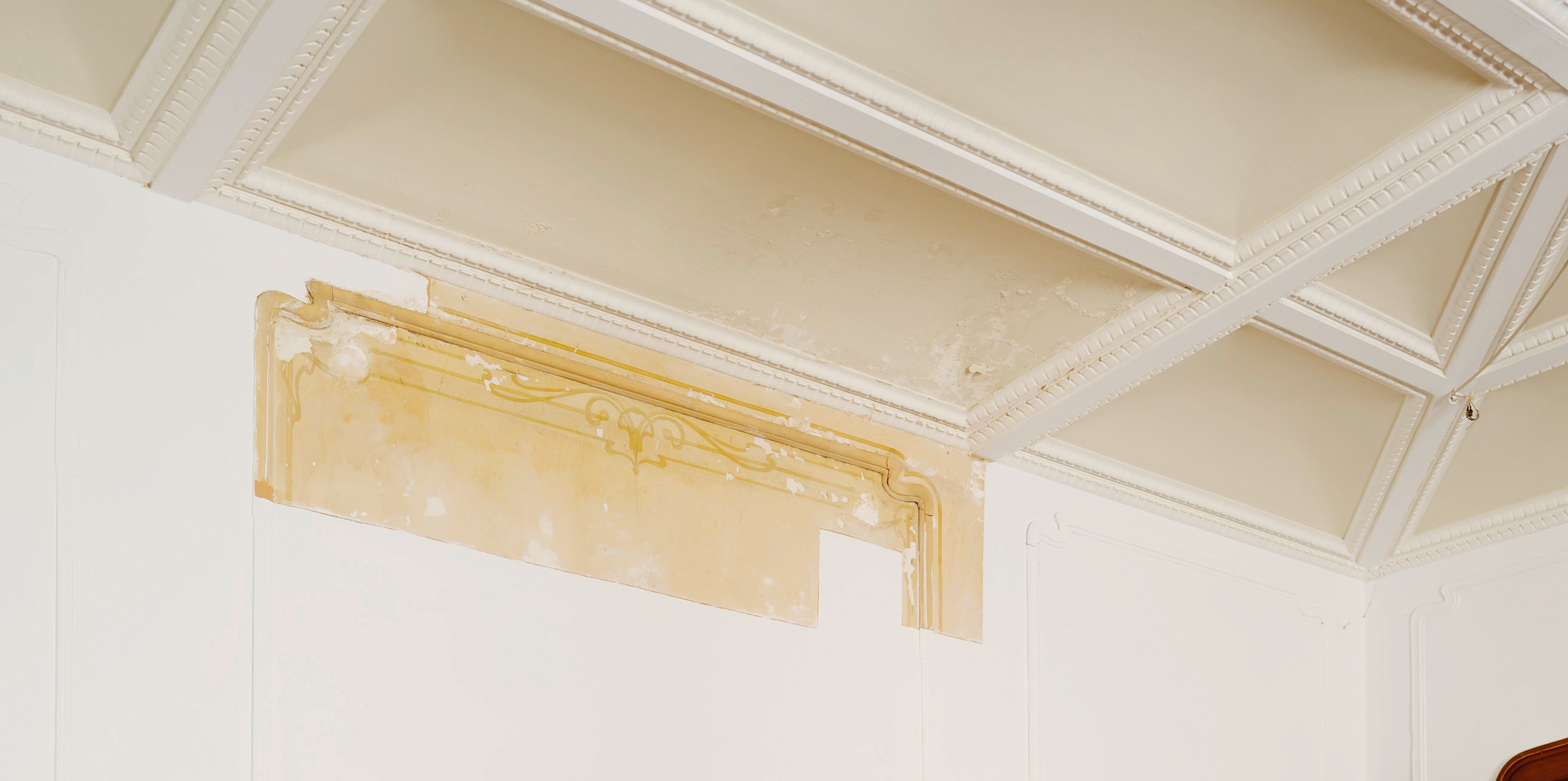
dégagement mur grand salon
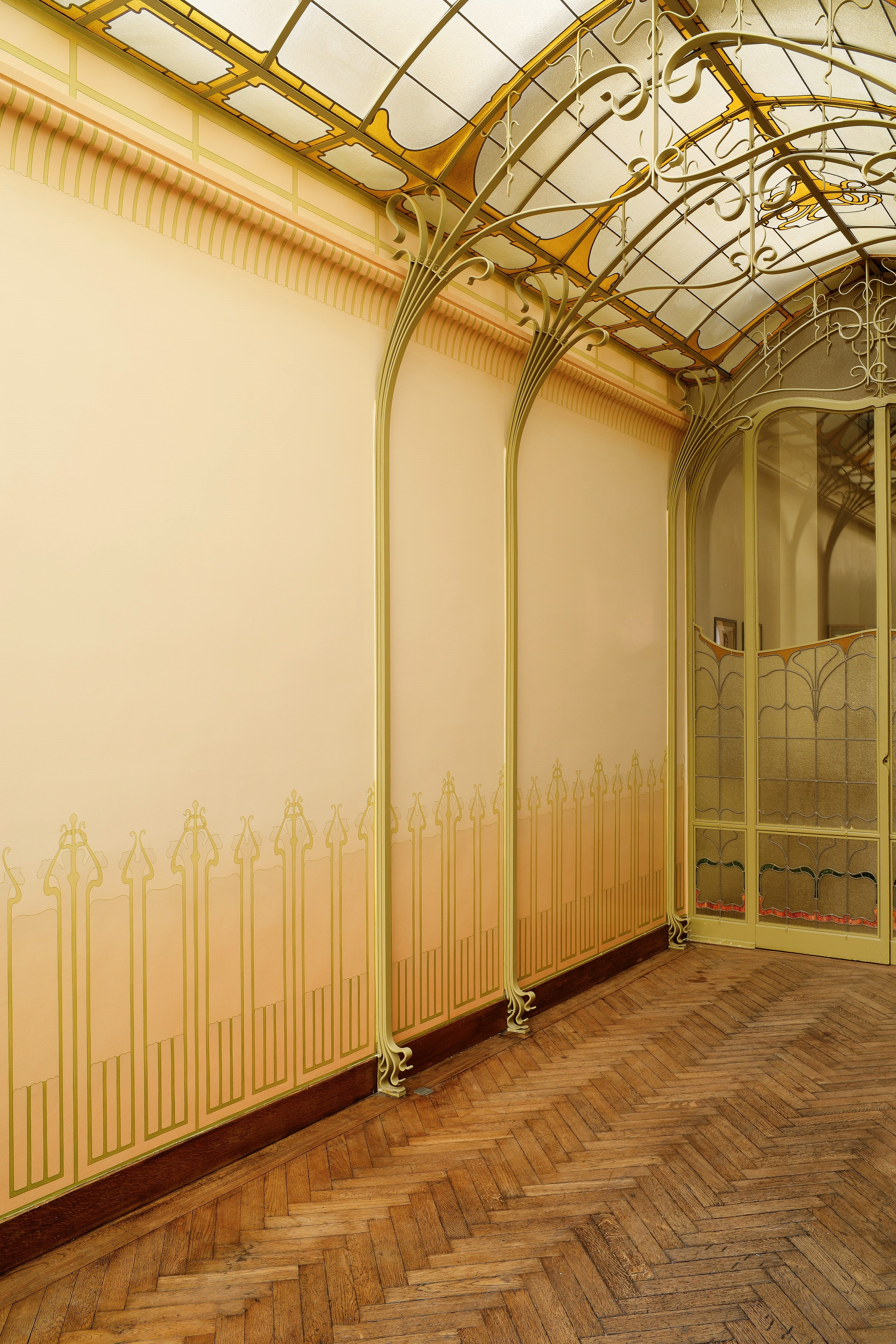
jardin d'hiver après restauration des décors peints

## Fondation Frison Horta
La maison Frison abrite la Fondation Frison Horta, institution dont le but est de faire découvrir la maison au public et restauration , préservation et le partage du patrimoine, musée privé.

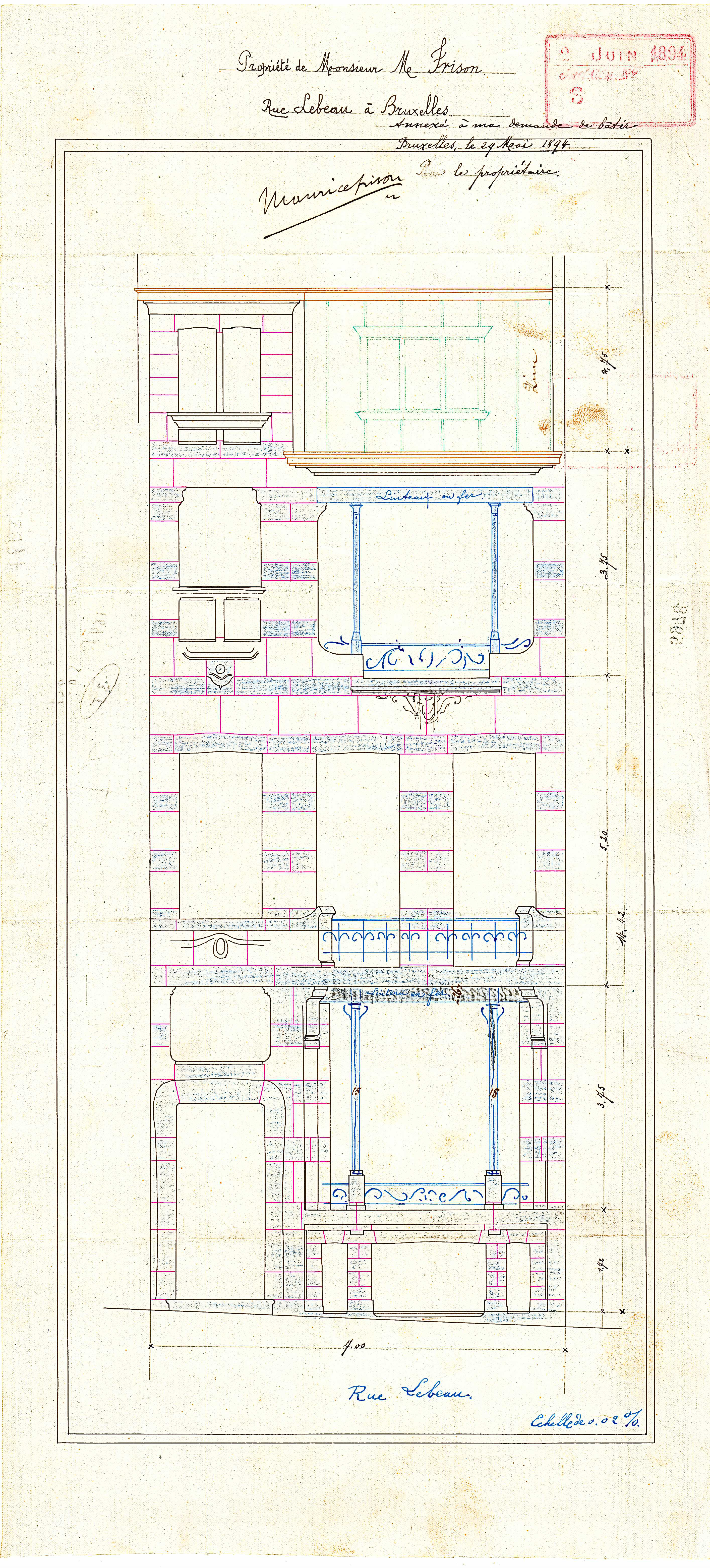
Permis d'urbanisme
- Plan d'extension
- Plan d'extension
- Plan d'extension
- Plan de transformation

## Article annexe
- Art nouveau à Bruxelles

## Autres
Victor Horta and the Frison House in Brussels, Nupur Tron, Edition sterck&de vreese, 2019, Belgique